# Seznam katastrálních území v okrese Přerov
Zde je uveden kompletní výčet katastrálních území okresu Přerov, včetně jejich rozlohy a evidenčních částí obcí, které na nich leží.

## Seznam katastrálních území
V okrese Přerov se nachází 153 katastrálních území, celková rozloha okresu činí 854,34 km².
| Název KÚ                         | Části obce                             | Obec                   | Výměra (v km²) |
| -------------------------------- | -------------------------------------- | ---------------------- | -------------- |
| Bělotín                          | Bělotín                                | Bělotín                | 18,89          |
| Beňov                            | Beňov                                  | Beňov                  | 6,81           |
| Bezuchov                         | Bezuchov                               | Bezuchov               | 3,96           |
| Bohuslávky                       | Bohuslávky                             | Bohuslávky             | 2,89           |
| Bochoř                           | Bochoř                                 | Bochoř                 | 9,44           |
| Boňkov u Hranic                  | Boňkov                                 | Olšovec                | 1,23           |
| Boškov                           | Boškov                                 | Potštát                | 3,79           |
| Brodek u Přerova                 | Brodek u Přerova                       | Brodek u Přerova       | 7,05           |
| Buk                              | Buk                                    | Buk                    | 3,78           |
| Býškovice                        | Býškovice                              | Býškovice              | 5,99           |
| Císařov                          | Císařov                                | Císařov                | 2,99           |
| Citov                            | Citov                                  | Citov                  | 3,74           |
| Čechy                            | Čechy                                  | Čechy                  | 4,55           |
| Čekyně                           | Přerov VII-Čekyně                      | Přerov                 | 4,10           |
| Čelechovice u Přerova            | Čelechovice                            | Čelechovice            | 2,13           |
| Černotín                         | Černotín                               | Černotín               | 5,53           |
| Dluhonice                        | Přerov V-Dluhonice                     | Přerov                 | 4,36           |
| Dobrčice                         | Dobrčice                               | Dobrčice               | 2,20           |
| Dolní Nětčice                    | Dolní Nětčice                          | Dolní Nětčice          | 4,20           |
| Dolní Těšice                     | Dolní Těšice                           | Dolní Těšice           | 2,56           |
| Dolní Újezd u Lipníka nad Bečvou | Dolní Újezd                            | Dolní Újezd            | 4,52           |
| Domaželice                       | Domaželice                             | Domaželice             | 4,27           |
| Drahotuše                        | Hranice IV-Drahotuše, Hranice V-Rybáře | Hranice                | 10,04          |
| Dřevohostice                     | Dřevohostice                           | Dřevohostice           | 8,48           |
| Grymov                           | Grymov                                 | Grymov                 | 1,04           |
| Henčlov                          | Přerov VIII-Henčlov                    | Přerov                 | 3,62           |
| Hlinsko                          | Hlinsko                                | Hlinsko                | 5,02           |
| Hluzov                           | Hluzov                                 | Černotín               | 2,79           |
| Horní Moštěnice                  | Horní Moštěnice                        | Horní Moštěnice        | 9,82           |
| Horní Nětčice                    | Horní Nětčice                          | Horní Nětčice          | 4,54           |
| Horní Těšice                     | Horní Těšice                           | Horní Těšice           | 3,22           |
| Horní Újezd                      | Horní Újezd                            | Horní Újezd            | 6,87           |
| Hrabůvka u Hranic                | Hrabůvka                               | Hrabůvka               | 3,06           |
| Hradčany na Moravě               | Hradčany                               | Hradčany               | 5,32           |
| Hranice                          | Hranice I-Město                        | Hranice                | 16,02          |
| Hranické Loučky                  | Hranické Loučky                        | Hustopeče nad Bečvou   | 3,66           |
| Hustopeče nad Bečvou             | Hustopeče nad Bečvou                   | Hustopeče nad Bečvou   | 11,47          |
| Jezernice                        | Jezernice                              | Jezernice              | 9,28           |
| Jindřichov u Hranic              | Jindřichov                             | Jindřichov             | 16,46          |
| Kanovsko                         | Kanovsko                               | Vlkoš                  | 2,54           |
| Kladníky                         | Kladníky                               | Kladníky               | 3,46           |
| Klokočí                          | Klokočí                                | Klokočí                | 3,67           |
| Kojetín                          | Kojetín I-Město                        | Kojetín                | 26,50          |
| Kokory                           | Kokory                                 | Kokory                 | 6,71           |
| Kovalovice u Kojetína            | Kojetín III-Kovalovice                 | Kojetín                | 1,75           |
| Kovářov u Potštátu               | Kovářov                                | Potštát                | 3,94           |
| Kozlovice u Přerova              | Přerov IV-Kozlovice                    | Přerov                 | 2,36           |
| Křenovice u Kojetína             | Křenovice                              | Křenovice              | 9,05           |
| Křtomil                          | Křtomil                                | Křtomil                | 4,04           |
| Kunčice                          | Kunčice                                | Bělotín                | 4,99           |
| Kyžlířov                         | Kyžlířov                               | Potštát                | 9,39           |
| Lazníčky                         | Lazníčky                               | Lazníčky               | 2,93           |
| Lazníky                          | Lazníky                                | Lazníky                | 2,67           |
| Lhota u Lipníka nad Bečvou       | Lhota                                  | Lhota                  | 3,24           |
| Lhotka u Hranic                  | Hranice II-Lhotka                      | Hranice                | 1,48           |
| Lhotka u Přerova                 | Lhotka                                 | Lhotka                 | 1,90           |
| Lipná                            | Lipná                                  | Potštát                | 8,14           |
| Lipník nad Bečvou                | Lipník nad Bečvou I-Město              | Lipník nad Bečvou      | 14,51          |
| Lipová u Přerova                 | Lipová                                 | Lipová                 | 5,01           |
| Líšná u Přerova                  | Líšná                                  | Líšná                  | 3,74           |
| Lobodice                         | Cvrčov, Chrbov, Lobodice               | Lobodice               | 7,19           |
| Loučka                           | Lipník nad Bečvou VI-Loučka            | Lipník nad Bečvou      | 6,75           |
| Lověšice u Přerova               | Přerov III-Lověšice                    | Přerov                 | 2,04           |
| Luboměř u Potštátu               | Luboměř pod Strážnou                   | Luboměř pod Strážnou   | 9,58           |
| Lučice na Moravě                 | Lučice                                 | Bělotín                | 3,37           |
| Luková u Přerova                 | Luková                                 | Brodek u Přerova       | 1,86           |
| Lýsky                            | Přerov IX-Lýsky                        | Přerov                 | 2,25           |
| Malhotice                        | Malhotice                              | Malhotice              | 7,68           |
| Měrovice nad Hanou               | Měrovice nad Hanou                     | Měrovice nad Hanou     | 7,92           |
| Milenov                          | Milenov                                | Milenov                | 6,23           |
| Milotice nad Bečvou              | Milotice nad Bečvou                    | Milotice nad Bečvou    | 4,55           |
| Nahošovice                       | Nahošovice                             | Nahošovice             | 2,93           |
| Nejdek u Hranic                  | Nejdek                                 | Bělotín                | 6,14           |
| Nelešovice                       | Nelešovice                             | Nelešovice             | 3,16           |
| Nové Dvory nad Bečvou            | Lipník nad Bečvou III-Nové Dvory       | Lipník nad Bečvou      | 2,85           |
| Oldřichov na Moravě              | Oldřichov                              | Oldřichov              | 0,95           |
| Olšovec                          | Olšovec                                | Olšovec                | 7,08           |
| Opatovice u Hranic               | Opatovice                              | Opatovice              | 7,97           |
| Oplocany                         | Oplocany                               | Oplocany               | 5,45           |
| Oprostovice                      | Oprostovice                            | Oprostovice            | 2,67           |
| Osek nad Bečvou                  | Osek nad Bečvou                        | Osek nad Bečvou        | 13,03          |
| Padesát Lánů                     | Potštát                                | Potštát                | 5,29           |
| Paršovice                        | Paršovice                              | Paršovice              | 13,56          |
| Partutovice                      | Partutovice                            | Partutovice            | 10,08          |
| Pavlovice u Přerova              | Pavlovice u Přerova                    | Pavlovice u Přerova    | 5,57           |
| Penčice                          | Přerov XIII-Penčice                    | Přerov                 | 2,20           |
| Penčičky                         | Přerov XIII-Penčice                    | Přerov                 | 1,80           |
| Podhoří na Moravě                | Lipník nad Bečvou V-Podhoří            | Lipník nad Bečvou      | 4,74           |
| Podolí u Přerova                 | Podolí                                 | Podolí                 | 2,16           |
| Polkovice                        | Polkovice                              | Polkovice              | 7,06           |
| Polom u Hranic                   | Polom                                  | Polom                  | 8,24           |
| Popovice u Přerova               | Přerov X-Popovice                      | Přerov                 | 1,60           |
| Popůvky u Kojetína               | Kojetín II-Popůvky                     | Kojetín                | 2,84           |
| Poruba nad Bečvou                | Poruba                                 | Hustopeče nad Bečvou   | 4,09           |
| Potštát                          | Potštát                                | Potštát                | 3,63           |
| Prosenice                        | Prosenice                              | Prosenice              | 2,93           |
| Proseničky                       | Prosenice                              | Prosenice              | 3,32           |
| Provodovice                      | Provodovice                            | Provodovice            | 3,28           |
| Prusínky                         | Pavlovice u Přerova                    | Pavlovice u Přerova    | 2,57           |
| Prusy                            | Prusy                                  | Beňov                  | 1,84           |
| Předmostí                        | Přerov II-Předmostí                    | Přerov                 | 4,19           |
| Přerov                           | Přerov I-Město, Přerov VIII-Henčlov    | Přerov                 | 21,61          |
| Přestavlky u Přerova             | Přestavlky                             | Přestavlky             | 3,63           |
| Radíkov u Hranic                 | Radíkov                                | Radíkov                | 7,04           |
| Radkova Lhota                    | Radkova Lhota                          | Radkova Lhota          | 2,10           |
| Radkovy                          | Radkovy                                | Radkovy                | 2,53           |
| Radotín u Lipníka nad Bečvou     | Radotín                                | Radotín                | 2,64           |
| Radslavice u Přerova             | Radslavice                             | Radslavice             | 7,02           |
| Radvanice u Lipníka nad Bečvou   | Radvanice                              | Radvanice              | 2,91           |
| Rakov u Hranic                   | Rakov                                  | Rakov                  | 4,98           |
| Rokytnice u Přerova              | Rokytnice                              | Rokytnice              | 8,06           |
| Rouské                           | Rouské                                 | Rouské                 | 5,31           |
| Říkovice u Přerova               | Říkovice                               | Říkovice               | 3,88           |
| Skalička u Hranic                | Skalička                               | Skalička               | 4,14           |
| Skoky u Staměřic                 | Skoky                                  | Dolní Újezd            | 1,88           |
| Slavíč                           | Hranice VII-Slavíč                     | Hranice                | 5,29           |
| Soběchleby                       | Soběchleby                             | Soběchleby             | 6,64           |
| Sobíšky                          | Sobíšky                                | Sobíšky                | 2,91           |
| Staměřice                        | Staměřice                              | Dolní Újezd            | 1,53           |
| Stará Ves u Přerova              | Stará Ves                              | Stará Ves              | 9,32           |
| Středolesí                       | Hranice VIII-Středolesí                | Hranice                | 4,86           |
| Stříbrnice nad Hanou             | Stříbrnice                             | Stříbrnice             | 2,27           |
| Střítež nad Ludinou              | Střítež nad Ludinou                    | Střítež nad Ludinou    | 14,82          |
| Sušice u Přerova                 | Sušice                                 | Sušice                 | 4,85           |
| Svrčov                           | Svrčov                                 | Lazníky                | 0,36           |
| Šišma                            | Šišma                                  | Šišma                  | 4,36           |
| Špičky                           | Špičky                                 | Špičky                 | 7,03           |
| Teplice nad Bečvou               | Teplice nad Bečvou                     | Teplice nad Bečvou     | 3,76           |
| Tovačov                          | Tovačov II-Annín, Tovačov I-Město      | Tovačov                | 22,77          |
| Trnávka u Lipníka nad Bečvou     | Lipník nad Bečvou VII-Trnávka          | Lipník nad Bečvou      | 1,76           |
| Troubky nad Bečvou               | Troubky                                | Troubky                | 21,13          |
| Tučín                            | Tučín                                  | Tučín                  | 4,87           |
| Tupec                            | Tupec                                  | Veselíčko              | 2,16           |
| Turovice                         | Turovice                               | Turovice               | 3,63           |
| Týn nad Bečvou                   | Týn nad Bečvou                         | Týn nad Bečvou         | 12,00          |
| Uhřičice                         | Uhřičice                               | Uhřičice               | 9,22           |
| Uhřínov u Hranic                 | Hranice IX-Uhřínov                     | Hranice                | 3,32           |
| Újezdec u Přerova                | Přerov VI-Újezdec                      | Přerov                 | 2,63           |
| Ústí                             | Ústí                                   | Ústí                   | 3,31           |
| Valšovice                        | Hranice VI-Valšovice                   | Hranice                | 2,95           |
| Velká u Hranic                   | Hranice III-Velká                      | Hranice                | 5,81           |
| Veselíčko u Lipníka nad Bečvou   | Veselíčko                              | Veselíčko              | 11,00          |
| Věžky u Přerova                  | Věžky                                  | Věžky                  | 2,40           |
| Vinary u Přerova                 | Přerov XI-Vinary                       | Přerov                 | 2,87           |
| Vlkoš u Přerova                  | Vlkoš                                  | Vlkoš                  | 6,41           |
| Všechovice                       | Všechovice                             | Všechovice             | 5,77           |
| Výkleky                          | Výkleky                                | Výkleky                | 3,39           |
| Vysoká u Hustopečí nad Bečvou    | Vysoká                                 | Hustopeče nad Bečvou   | 4,69           |
| Zábeštní Lhota                   | Zábeštní Lhota                         | Zábeštní Lhota         | 1,47           |
| Zámrsky                          | Skalička, Zámrsky                      | Skalička, Zámrsky      | 8,01           |
| Žákovice                         | Žákovice                               | Žákovice               | 5,59           |
| Želatovice                       | Želatovice                             | Želatovice             | 4,42           |
| Žeravice                         | Přerov XII-Žeravice                    | Přerov                 | 2,82           |
| Celková výměra (v km²)           | Celková výměra (v km²)                 | Celková výměra (v km²) | 854,34         |

## Zrušená katastrální území
V této tabulce jsou uvedena katastrální území na území dnešního okresu Přerov, která byla v minulosti zrušena.
| Název KÚ                      | Sídla                 | Současná obec     | Rok zrušení | Začleněno do KÚ   |
| ----------------------------- | --------------------- | ----------------- | ----------- | ----------------- |
| Kojetín Kroměřížské předměstí | Kroměřížské Předměstí | Kojetín           | 1858        | Kojetín           |
| Kojetín Olomoucké předměstí   | Olomoucké Předměstí   | Kojetín           | 1858        | Kojetín           |
| Kojetín Vyškovské předměstí   | Vyškovské Předměstí   | Kojetín           | 1858        | Kojetín           |
| Lipník Dolní předměstí        | Dolní Předměstí       | Lipník nad Bečvou | 1879        | Lipník nad Bečvou |
| Lipník Horní předměstí        | Horní Předměstí       | Lipník nad Bečvou | 1879        | Lipník nad Bečvou |
| Potštát-Dolní Předměstí       | Dolní Předměstí       | Potštát           | 2015        | Potštát           |
| Potštát-Horní Předměstí       | Horní Předměstí       | Potštát           | 2015        | Potštát           |
| Přerov Dlážka                 | Dlážka                | Přerov            | 1879        | Přerov            |
| Přerov Šířina                 | Šířina                | Přerov            | 1879        | Přerov            |
| Přerov Trávnická ulice        | Trávnická Ulice       | Přerov            | 1879        | Přerov            |
| Přerov Troubecká ulice        | Troubecká Ulice       | Přerov            | 1879        | Přerov            |
| Tovačov Široká ulice          | Široká Ulice          | Tovačov           | 1909        | Tovačov           |